# Manoir de Saint-Loup-de-Fribois
Le manoir de Saint-Loup-de-Fribois est un édifice situé à Saint-Loup-de-Fribois, en France.

## Localisation
Le monument est situé dans le département français du Calvados, à mi-chemin entre les bourgs de Saint-Loup-de-Fribois et de Crèvecœur-en-Auge.

## Historique
Le manoir date de la fin du XVe siècle, probablement des années 1470.
L'édifice est inscrit au titre des Monuments historiques depuis le 27 décembre 1926.